# Бодман-Людвигсхафен
Бодман-Людвигсхафен (нем. Bodman-Ludwigshafen) — община в Германии, в земле Баден-Вюртемберг.
Подчиняется административному округу Фрайбург. Входит в состав района Констанц. Население составляет 4391 человек (на 31 декабря 2010 года). Занимает площадь 28,04 км².

## Достопримечательности
В Бодмане:
- Бодманский дворец (1831-1832)
- Руины замка Альт-Бодман (XV в.)
- Монастырь Фрауэнберг (XV в.)
- Предполагаемое место королевского пфальца времён Каролингов и Штауфенов
- Католическая церковь свв. Петра и Павла

В Людвигсхафене:
- Здание таможни (1830)
- Капелла св. Анны (XVIII в.)
- Руины замка Лаубэгг
- Руины замка Кнореншлосс
- Рельеф работы известного скульптора Петера Ленка "Наследие Людвига", высмеивающий нравы немецких политиков

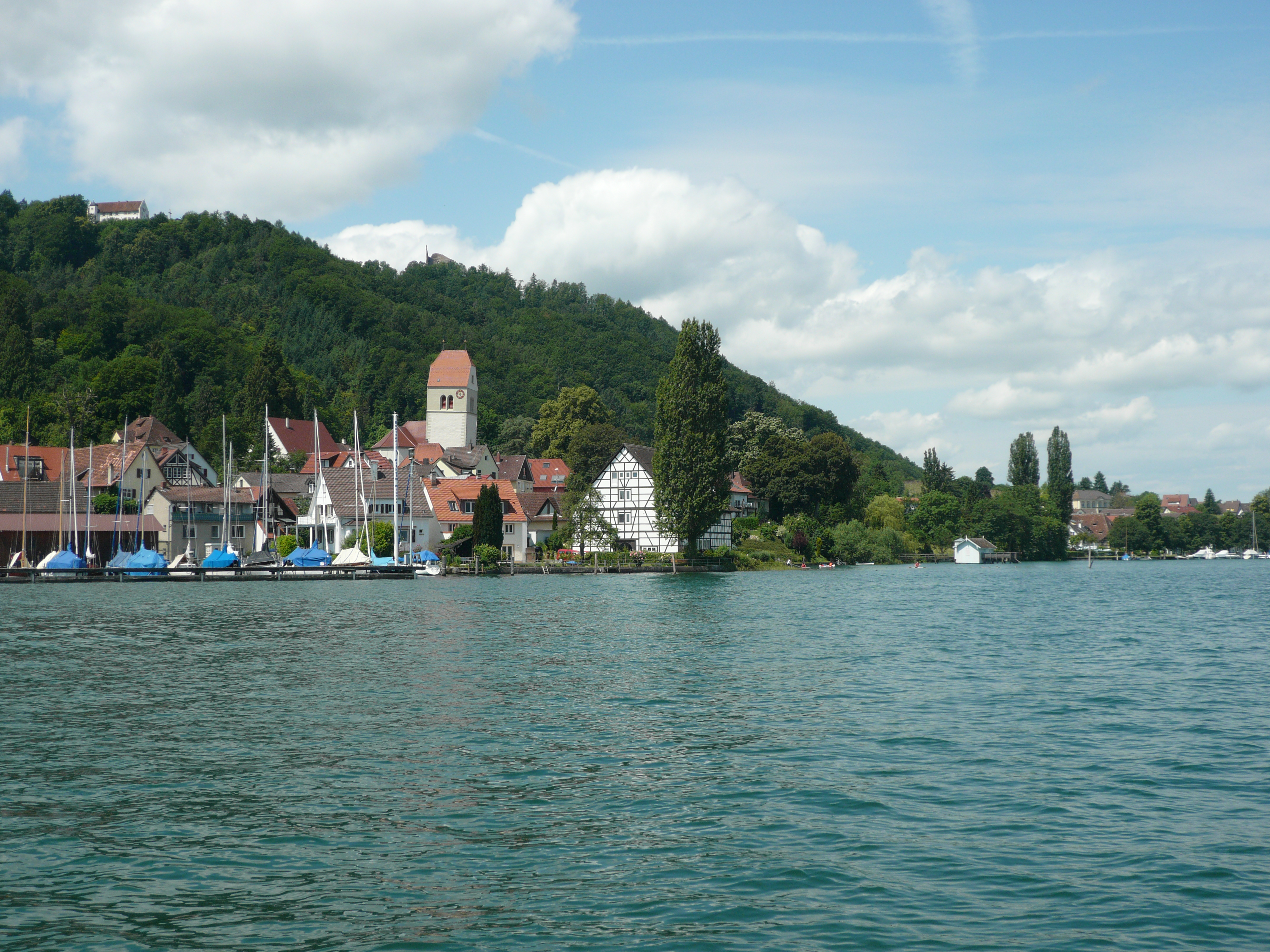
Вид на Бодман со стороны Боденского озера. На горе видно здание монастыря Фрауэнберг
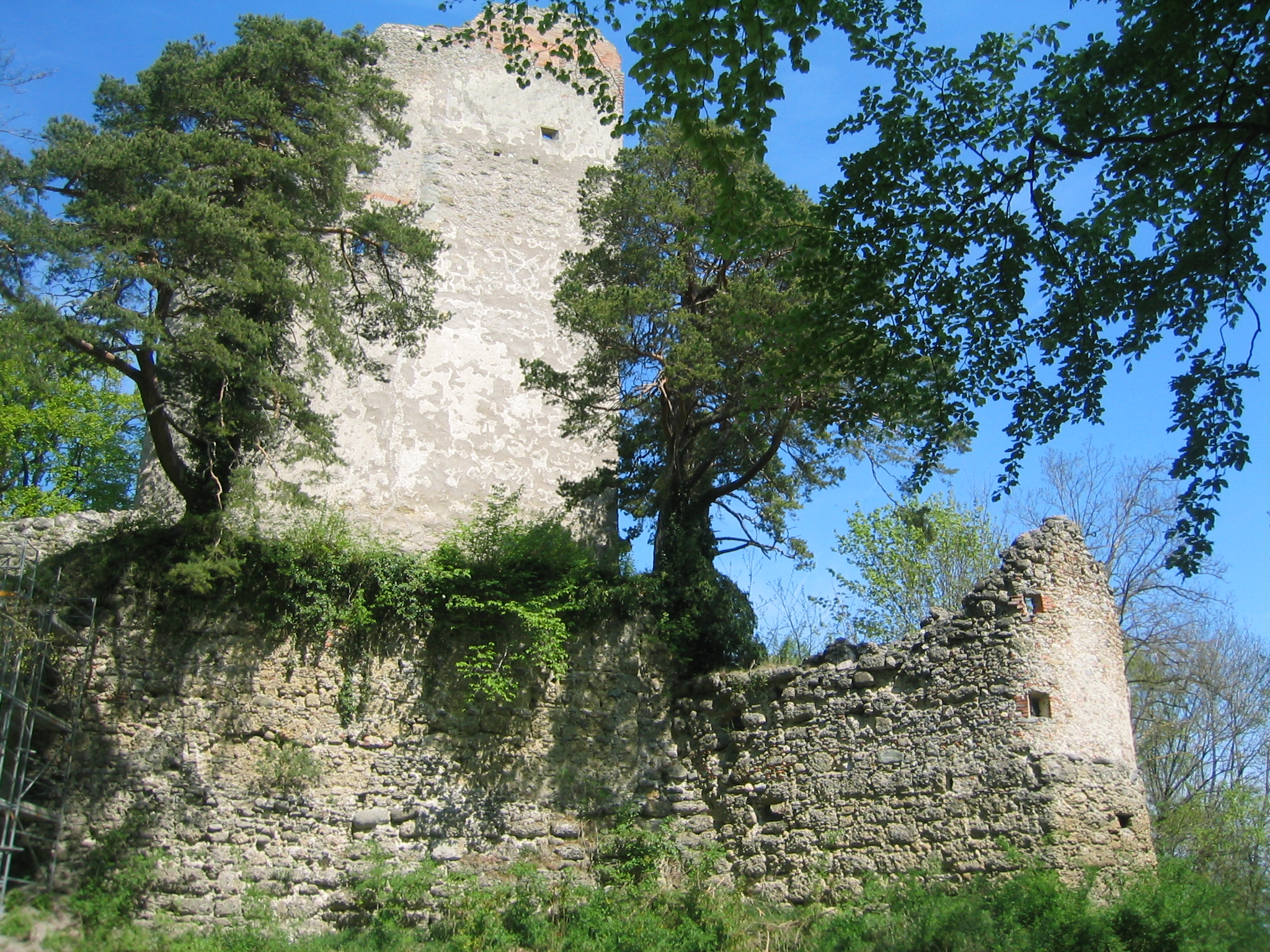
Руины замка Альт-Бодман
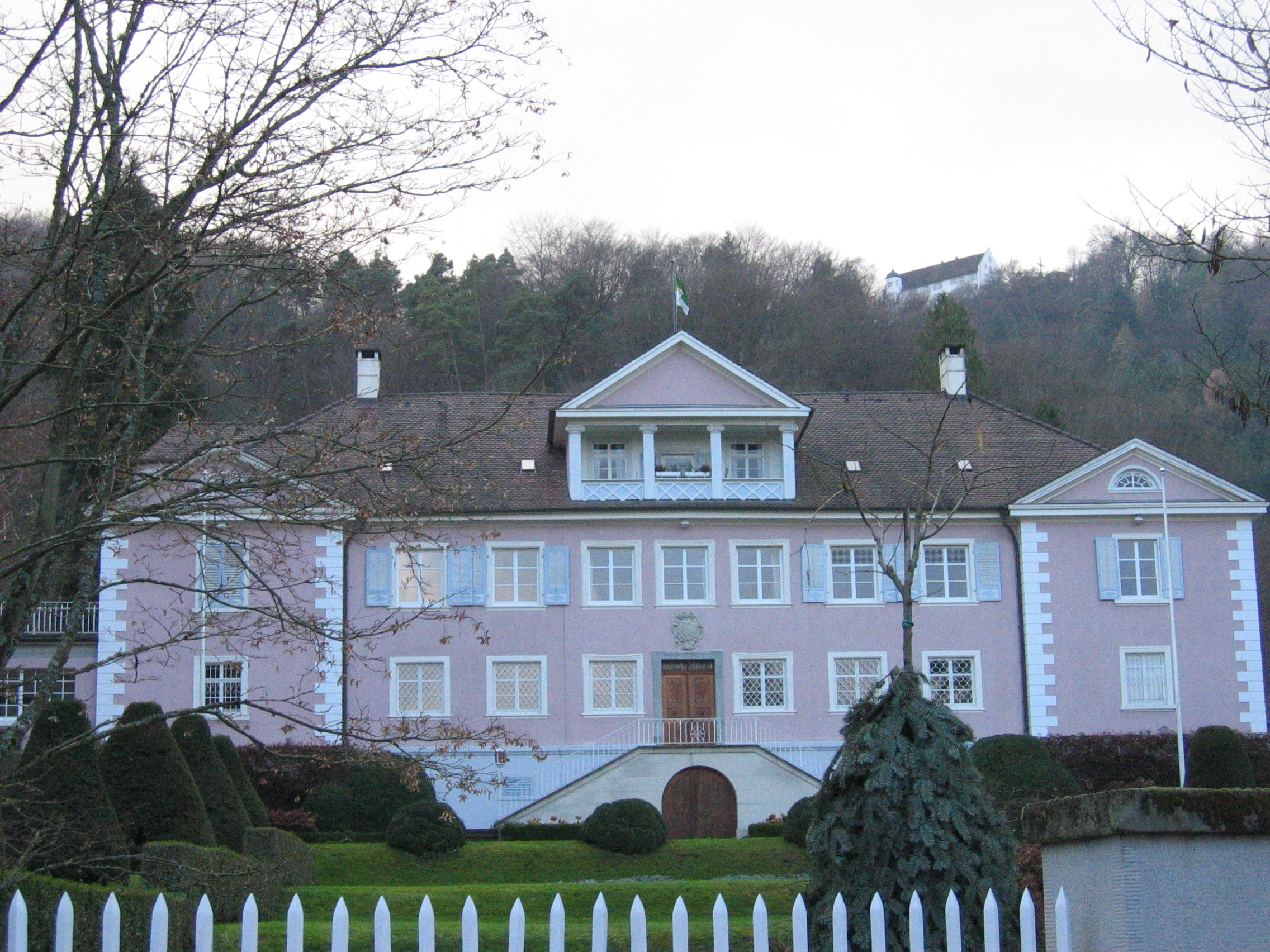
Бодман. Бодманский дворец
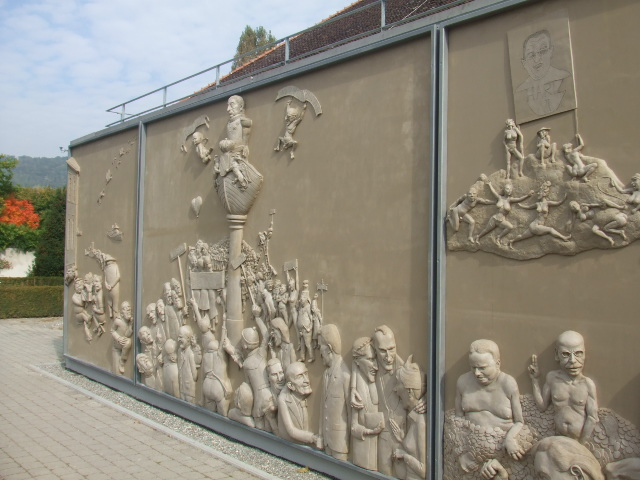
Людвигсхафен. Триптих «Наследие Людвига»